# Deštné lesy Atsinanana
Deštné lesy Atsinanana je název jedné z položek seznamu světového přírodního dědictví UNESCO. Na tomto seznamu figuruje od roku 2007. Jedná se o skupinu 13 území v rámci šesti madagaskarských národních parků na tomto 4. největším ostrově světa. Nacházejí se v různých částech ostrova a jejich souhrnná plocha je 4 766 km² (cca 0,81 % rozlohy celého ostrova). Mezi roky 2010 a 2025 byly zároveň zařazeny mezi lokality světového dědictví v ohrožení kvůli odlesňování a ilegálnímu lovu lemurů. Zbývající deštné lesy Madagaskaru jsou útočištěm mnoha živočišných druhů unikátních pro tento ostrov.

## Popis
Tyto reliktní lesy jsou kriticky důležité pro udržení probíhajících ekologických procesů nezbytných pro přežití jedinečné biologické rozmanitosti Madagaskaru, která odráží geologickou historii ostrova. Po dokončení oddělení od všech ostatních pevnin před více než 60 miliony let se rostlinný a živočišný život na Madagaskaru vyvíjel izolovaně. Deštné pralesy jsou zapsány pro svůj význam pro ekologické a biologické procesy, stejně jako pro jejich biologickou rozmanitost a ohrožené druhy, které zde žijí, zejména primáti a lemuři.
Nadmořská výška v chráněných území se pohybuje od 0 m n. m. až do 2 658 m n. m. (hora Pic Boby). Zdejší nížinné i horské deštné tropické lesy oplývají vysokou biodiverzitou.

## Fotogalerie

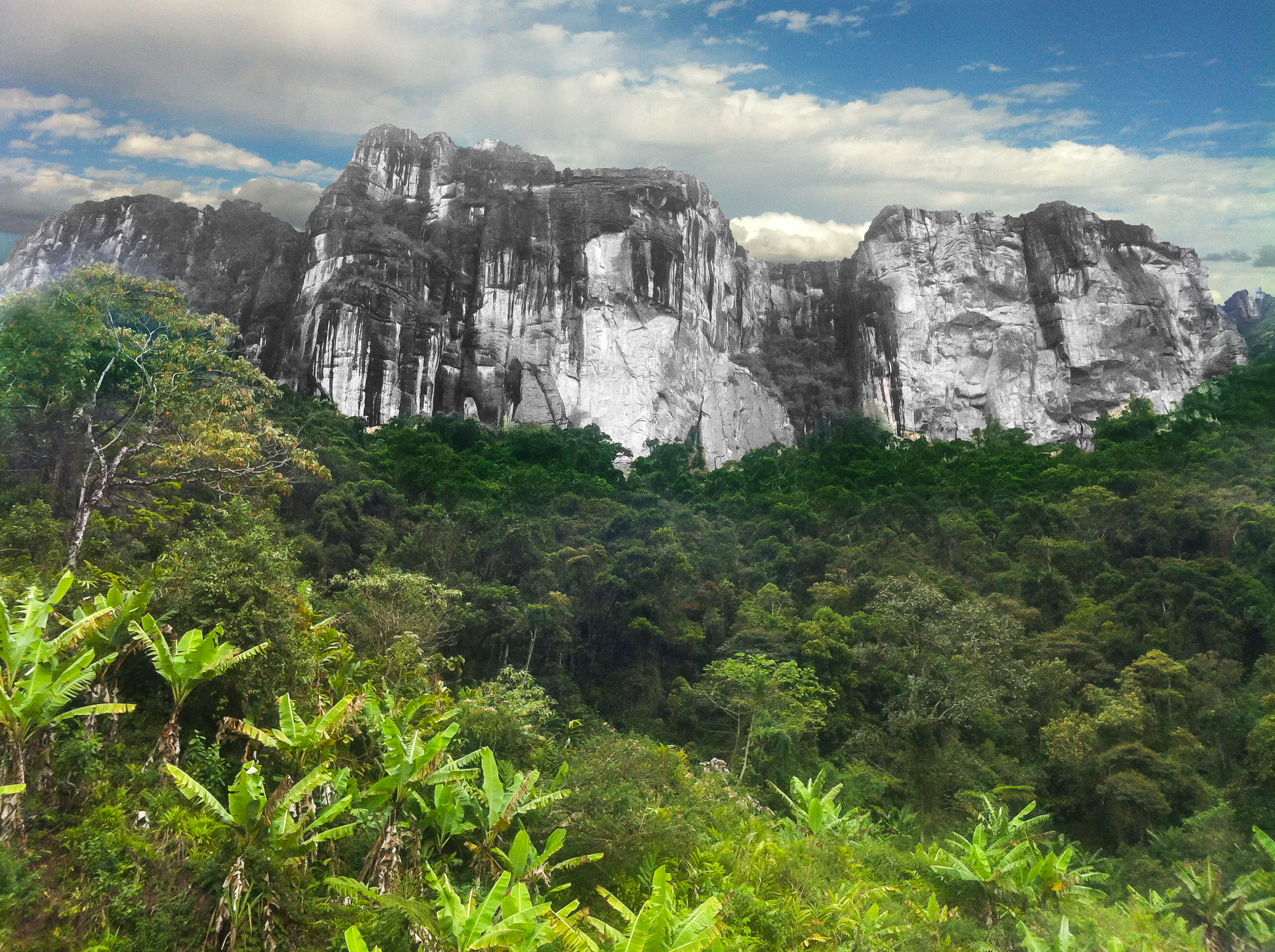
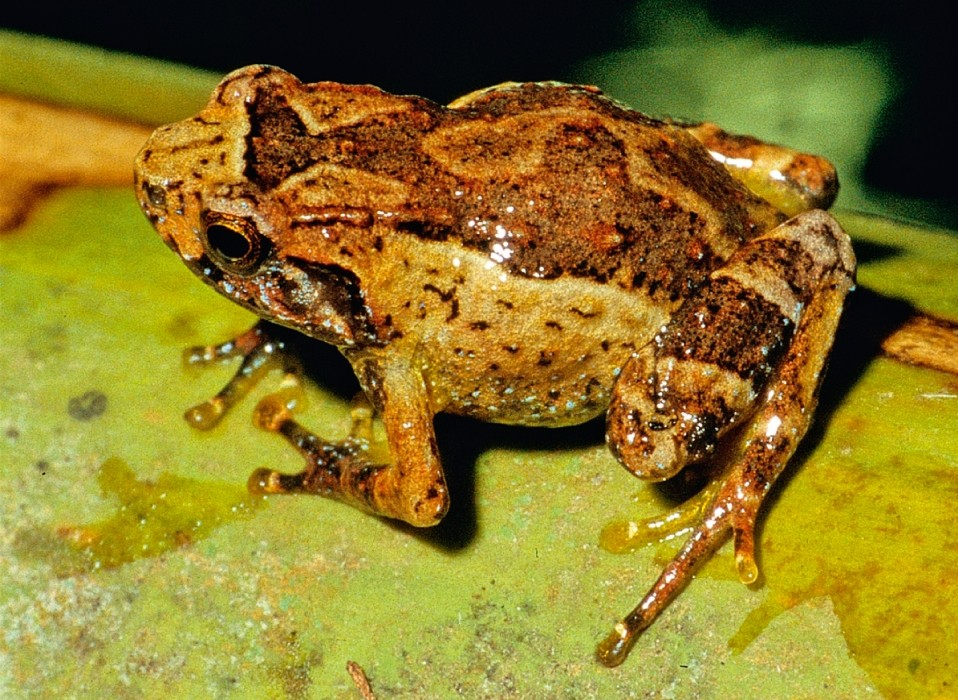
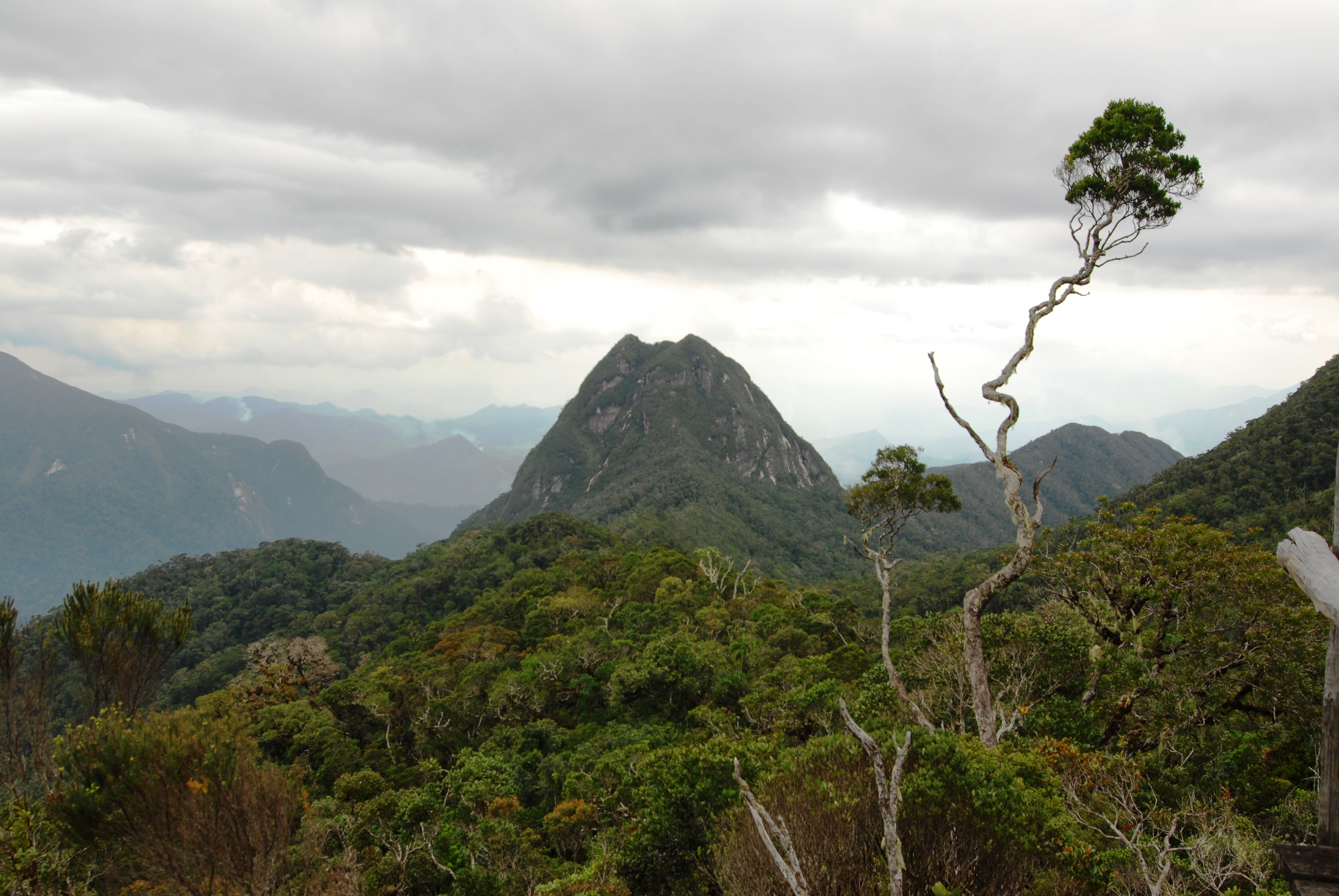
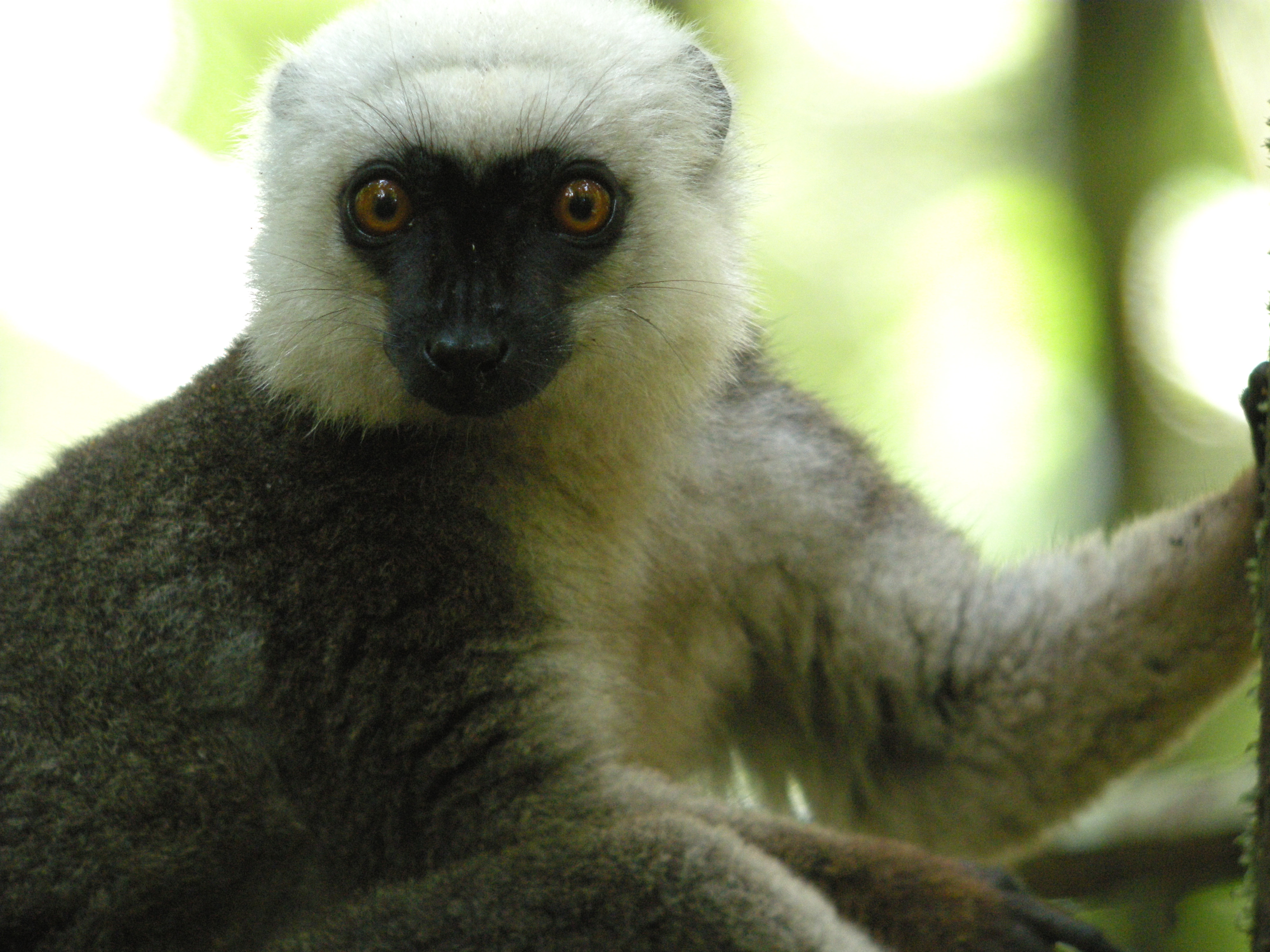
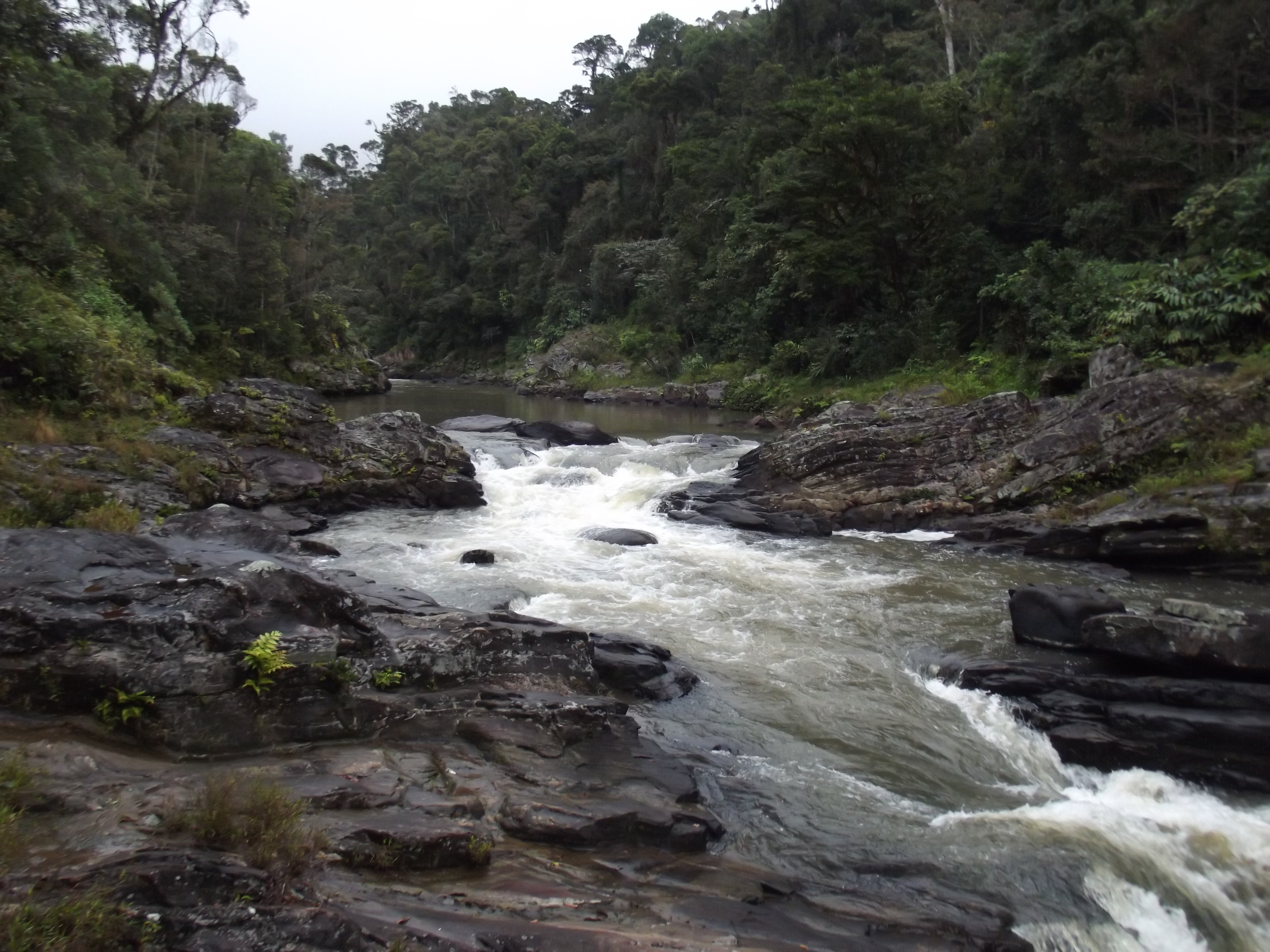